# Етторе Леале
Етторе Леале (італ. Ettore Leale; 4 лютого 1896, Турин — 13 квітня 1963, Генуя) — італійський футболіст, що грав на позиції опорного півзахисника, насамперед за клуб «Дженоа», також виступав за національну збірну Італії.
Триразовий чемпіон Італії. 

## Клубна кар'єра
Народився 4 лютого 1896 року в Турині. Вихованець футбольної школи «Дженоа», за основну команду якого дебютував в сезоні 1912/13. Наступний сезон провів в оренді в «Алессандрії».
Повернувшись 2014 року до «Дженоа» почав отримувати більше ігрового часу, особливо після відновлення футбольних змагань по завершенні Першої світової війни. Загалом до завершення виступів на полі у 1925 році за генуезьку команду в чемпіонатах Італії відіграв у понад 130 іграх.

## Виступи за збірну
1922 року дебютував в офіційних матчах у складі національної збірної Італії. Свою другу і останню гру за національну команду провів у 1924.
Помер 13 квітня 1963 року на 68-му році життя в Генуї.
| Дата      | Місто | Господарі | Результат | Гості   | Турнір           | Голи | Примітки |
| --------- | ----- | --------- | --------- | ------- | ---------------- | ---- | -------- |
| 15-1-1922 | Мілан | Італія    | 3 – 3     | Австрія | товариський матч | -    |          |
| 9-3-1924  | Мілан | Італія    | 0 – 0     | Іспанія | товариський матч | -    |          |
| Усього    |       | Матчів    | 2         |         | Голів            | 0    |          |

## Титули і досягнення
- Чемпіон Італії (3):

«Дженоа»: 1914-1915, 1922-1923, 1923-1924